# Charles Willing Byrd

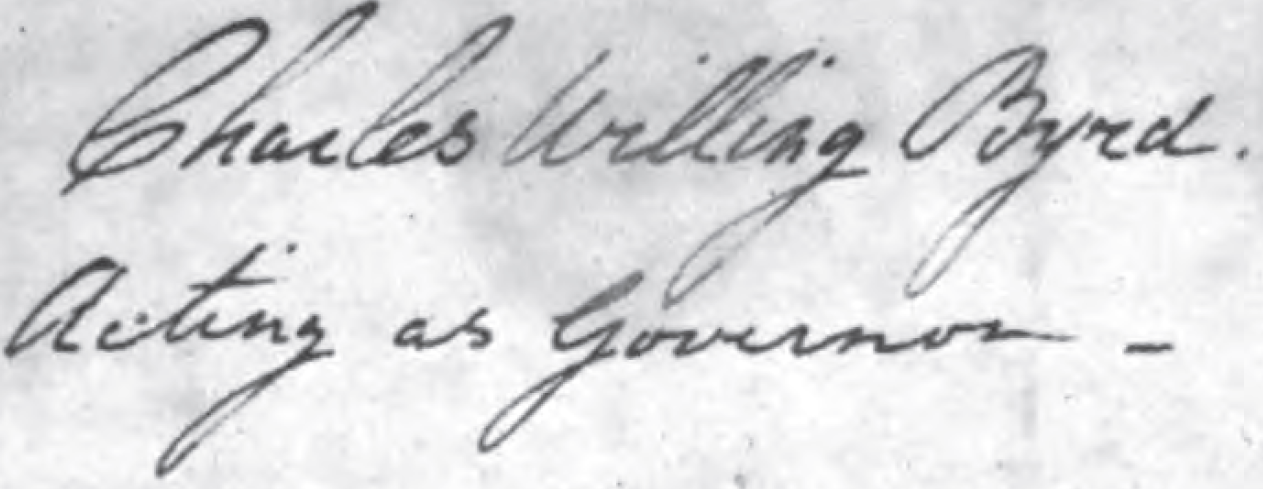
Byrds Unterschrift

Charles Willing Byrd (* 26. Juli 1770 in Westover, Arlington County, Kolonie Virginia; † 25. August 1828 in Sinking Springs, Ohio) war ein US-amerikanischer Jurist und Politiker. Von 1802 bis 1803 amtierte er als Gouverneur des Nordwestterritoriums.

## Frühe Jahre
Byrd wurde 1770 als Spross einer reichen und einflussreichen Familie geboren. Diese sorgte für eine gute Ausbildung ihres Sohnes. Er besuchte bis 1794 die besten Schulen in Philadelphia. Dort studierte er auch Jura. Zwischen 1794 und 1797 arbeitete er im Auftrag des Finanziers Robert Morris im heutigen Kentucky als Immobilienhändler und Landverkäufer. Danach kehrte er für kurze Zeit nach Philadelphia zurück.

## Aufstieg im Nordwestterritorium
Im Jahr 1799 zog Byrd in das Nordwestterritorium. Aufgrund seiner juristischen Fähigkeiten gelang es ihm, in die politische Führung des Territoriums aufzusteigen. Präsident John Adams ernannte ihn zum Nachfolger von William Henry Harrison in dessen Funktion als Staatssekretär in diesem Gebiet. Nachdem der amtierende Territorialgouverneur Arthur St. Clair von Präsident Thomas Jefferson entlassen worden war, amtierte Byrd sowohl als Staatssekretär als auch als Territorialgouverneur bis zum Jahr 1803, als der Bundesstaat Ohio entstand. Gleichzeitig war er Mitglied der verfassunggebenden Versammlung von Ohio.

## Juristische Laufbahn in Ohio
Mit dem Beitritt des neuen Staates Ohio zu den Vereinigten Staaten erloschen Byrds bisherige Staatsämter. Am 3. März 1803 wurde er von Präsident Jefferson zum Richter am Bundesbezirksgericht für den Distrikt Ohio ernannt. Dieses Amt behielt er bis zu seinem Tod im Jahr 1828. Sein Nachfolger als Bundesrichter wurde William Creighton.
Anfang des 19. Jahrhunderts engagierte sich Byrd für die Sekte der „Shaker“, die er auch finanziell unterstützte.